# The Case of Cherry Purcelle
The Case of Cherry Purcelle és una pel·lícula muda produïda per l'Éclair America estrenada el 7 de gener de 1914, dirigida per George L. Sargent a partir d'una història titulada “The Cleverest Woman in the World” que Arthur Stringer va publicar al Hampton Magazine. Els actors principals eren Alec B. Francis i Belle Adair. Alec B. Francis va rebre molt bones crítiques pel seu rol de malfactor cocaïnòman.

## Argument
La pel·lícula té quatre personatges principals: "Coke" Morgan, un cocaïnòman que és el cap d'una banda de xantatgistes i que busca una dona bonica que la pugui ajudar amb els seus plans. El detectiu “Camera-eye” Sherman, que va darrere les seves passes però per ara no ha aconseguit cap evidència que permeti arrestar-los. Anna, una noia enamorada de Morgan i finalment Cherry Purcelle, una noia sense feina, que no té ni per menjar. Un dia, Cherry, se sent defallir per la gana i en aquell moment apareix Morgan que amablement la recull. En veure que és el tipus de dona que busca li proposa treballar per a ells. Davant la necessitat ella hi consent. Anna se sent molt gelosa de la noia davant les atencions de “Coke”.
Per fer-se valer, Cherry atrau a un home jove i ric al que li fa perdre una gran quantitat de diners. Encantat per l'èxit de la noia, "Coke" insisteix que per aconseguir més beneficis ha d'anar molt ben vestida. Per sorpresa, ella treu del seu armari tot de vestits molt bells i, després de ser interrogada, diu que els ha aconseguit gràcies a la seva intel·ligència.
Per casualitat la banda està pensant d'estafar Kerrfoot, un milionari que havia que havia estat enamorat de Cherry anteriorment. Ella viu ara en un apartament luxós proporcionat per la banda. Mentrestant, Sherman busca proves per connectar a Cherry amb la banda i la segueix per intentar esbrinar on viu, cosa que no aconsegueix.
Una nit, ella i Morgan estan sopant en un conegut restaurant quan Kerrfoot entra i la veu. Ell n'està enamorat i li envia una nota. Ella va a trobar-lo al vestíbul per tal d'engalipar-lo.
Sherman aconsegueix esbrinar on viu Cherry i hi entra de nit per registrar-lo i aconsegueix proves per condemnar la banda. Després segueix Cherry al seu apartament i li diu que pensa fer una redada al llarg de la setmana.
Ella rep una missiva de la banda dient-li que ha de portar Kerrfoot aquella nit al seu apartament, però ella es nega. De totes maneres, a punta de pistola Morgan l'obliga a telefonar-lo. Ell li explica que es troba en el seu iot a punt de marxar cap Europa. Coke Morgan idea un pla: Va al moll i fingeix que es vol suïcidar. Kerrfoot, en veure’l sent curiositat per saber que li passa i el segueix al seu apartament, on Morgan li diu que ha perdut trenta mil dòlars per culpa d'una banda de xantatgistes liderada per Cherry Purcelle. Això fa que Kerrfoot deixi d'estar enamorat i decideix denunciar la noia.
Mentrestant, Cherry escriu una nota a Kerrfoot en què li diu que està disposada a casar-se amb ell si li pot perdonar el seu passat.
La nota arriba a Anna que l'entrega a Morgan. Kerrfoot truca Cherry i aquesta li explica la identitat de Morgan. Mentrestant, Morgan, rabiós, va cap a l'apartament de Cherry i intercepta els dos amants quan van a sortir.
Morgan treu la seva pistola i després d'una lluita cau a terra ferit. Cherry i Kerrfoot s'escapen cap a una vida nova. Mentrestant, Sherman, amb les proves aconseguides deté tota la banda i Morgan, que només tenia una ferida superficial, descobreix que realment estima Anna.

## Repartiment
- Alec B. Francis (Coke Morgan)
- Belle Adair (Cherry Purcelle)
- Helen Marten (Anna)
- Frederick Truesdell (Camera-Eye Sherman)